# Paul Kogut
Paul Kogut (* 1966 bei Utica) ist ein US-amerikanischer Jazzgitarrist und Musikpädagoge.
Paul Kogut wuchs in Utica im Bundesstaat New York auf, wo er zunächst Unterricht bei Carmen Caramanica hatte, später auch bei Mick Goodrick und bei Pat Martino in Philadelphia. Er studierte an der Manhattan School of Music und unterrichtete Jazzgitarre am Hamilton College in Clinton (New York). In seinem dritten Album Turn of Phrase (2012) spielt Kogut im Trio mit George Mraz und Lewis Nash. Kogut arbeitete im Laufe seiner Karriere u. a. mit Charles Earland, Clark Terry und J. R. Monterose, Drew Gress, Ronnie Burrage, Sheryl Bailey und Randy Sandke.